# Edward W. Berry
Edward Wilber Berry (* 10. Februar 1875 in Newark, New Jersey; † 20. September 1945) war ein US-amerikanischer Paläobotaniker. Sein offizielles botanisches Autorenkürzel lautet „E.W.Berry“.

## Leben und Werk
Nach seinem Highschool-Abschluss 1890 konnte er aus finanziellen Gründen keine höhere Ausbildung absolvieren und besuchte vor seiner Anstellung an der Johns Hopkins University nie eine Universität. Schon als Jugendlicher interessierte er sich für Botanik und sammelte Fossilien. Als Paläobotaniker war er Autodidakt und begann darüber zu veröffentlichen, während er hauptberuflich zunächst Handelsvertreter dann Manager und Präsident der Passaic Daily News war. Von 1904 bis 1906 war er freiwilliger Mitarbeiter im Geological Survey von New Jersey und von 1905 bis 1907 in dem von North Carolina. 1901 erhielt er den Walker Prize der Boston Society of Natural History. Seine Kenntnisse beeindruckten William Bullock Clark, den Leiter des Geological Survey von Maryland, und er empfahl ihn 1906 auf eine Stelle als Assistent in Paläontologie an der Johns Hopkins University, um die stark angewachsenen Sammlungen zu ordnen. 1908 wurde er Instructor und 1910 Assistant Professor (Associate genannt). Ab 1907 war er außerdem am Maryland Geological Survey. 1913 wurde er Associate Professor und 1916 Professor (ohne promoviert zu haben).
Von ihm stammen rund 500 wissenschaftliche Veröffentlichungen meist über Paläobotanik und regionale Geologie und Fossillagerstätten. Neben den USA befasste er sich auch mit der Paläobotanik in Südamerika und nahm an Expeditionen in die Anden, nach Venezuela, Peru und Ecuador teil.
Er war Professor für Paläontologie an der Johns Hopkins University, an der er auch Dekan des College for Arts and Sciences und Provost wurde.
1924 war er Präsident der Paleontological Society und 1945 Präsident der Geological Society of America. Er war Mitglied der American Philosophical Society (1919), der National Academy of Sciences (1922) und der American Academy of Arts and Sciences (1921). 1930 wurde er Ehrendoktor der Lehigh University. 1942 erhielt er die Mary Clark Thompson Medal der National Academy of Sciences.
Er heiratete 1898 und hatte zwei Söhne.

## Schriften (Auswahl)
- A brief sketch of fossil plants, New Jersey Geological Survey, Annual Report for 1905, S. 97–133
- The Flora of the Cliffwood Clays, New Jersey Geological Survey, Annual Report for 1905, S. 135–172
- A study of the Tertiary Floras of the Atlantic Gulf Coast, Proc. American Philosophical Society, Band 50, 1911, S. 301–315
- Paleobotany: a sketch of the origin and evolution of floras, Smithsonian Institution Annual Report 1918, S. 289–407
- Tree Ancestors: A glimpse from the past, Baltimore, 1923
- Paleontology, McGraw Hill 1929
- The origin of Land Plants, Johns Hopkins University Studies Geology, Band 14, 1945, S. 9–91